# Сосновка (Гур'євський округ)
Сосно́вка (рос. Сосновка) — селище у складі Гур'євського округу Кемеровської області, Росія.

## Населення
Населення — 1154 особи (2010; 1300 у 2002).
Національний склад (станом на 2002 рік):
- росіяни — 93 %